# مقاطعة موناغان
مقاطعة موناغان هي إحدى مقاطعات أيرلندا الستة والعشرين.

## أعلام
- جون روبرت غريغ
- بيلي فوكس
- ديفيد نيلسون
- توماس فيتزباتريك
- جون بانيل بيوري
- شاين ليزلي

## روابط إضافية
- Monaghan County Council
- Monaghan Tourism Map
- Clogherhistory.ie
- Description of County Monaghan (1900)
- Monaghan Architecture
- Wikimapia Map
- US protest as map of Monaghan bears an uncanny resemblance to an outline map of Iraq